# ぼく モグラ キツネ 馬
『ぼく モグラ キツネ 馬』（The Boy, the Mole, the Fox and the Horse）は、チャーリー・マッケジーによる2019年の絵本である。タイトルの4つの生き物が友情を深めるという内容である。

## 評価
『ザ・ヒンドゥー』では「この物語は偽りの内シンプルで断片的で、哲学的な要素や心温まる会話が満載だ」と評された。『フィナンシャル・タイムズ』に寄稿したジェームズ・ラヴグローヴは2019年最高の絵本一覧にこの作品を含めた。
2020年のブリティッシュ・ブック・アワードのノンフィクション・ライフスタイル・ブック・オブ・ザ・イヤーの最終選考に残ったほか、2019年のバーンズ・アンド・ノーブルのブック・オブ・ザ・イヤーに選ばれ、さらに2019年のウォーターストーンズ・ブック・オブ・ザ・イヤーを勝ち取った。
商業的にも成功してベストセラーとなった。

## アニメ映画化
2020年10月、短編アニメーションとしての映画化が発表され、監督をピーター・ベイントンとマッケジー、脚本をジョン・クローカーとマッケジー、製作をカーラ・スペラーとJ・J・エイブラムスとアンソニー・ミンゲラ、製作総指揮をウディ・ハレルソン、少年役を	ジュード・カワード・ニコル、モグラ役をトム・ホランダー、キツネ役をイドリス・エルバ、馬役をガブリエル・バーンが務めることが明かされた。またイゾベル・ウォーラー＝ブリッジがサウンドトラックを作曲した。この短編は2022年12月24日にBBC Oneで放送、iPlayerで配信された。イギリス以外では2022年12月25日にApple TV+でオリジナル映画として配信された。